# Cry Baby (chanson de Jemini)
Pour les articles homonymes, voir Cry baby.
Chansons représentant le Royaume-Uni au Concours Eurovision de la chanson
Come Back
(2002) Hold Onto Our Love
(2004)
Cry Baby est la chanson représentant le Royaume-Uni au Concours Eurovision de la chanson 2003. Elle est interprétée par le duo Jemini.

## Histoire
Jemini est sélectionné à l'issue d'une émission de sélection par le plus grand nombre d'appels des téléspectateurs. Toutefois, compte tenu de la procédure de vote, certaines personnes se sont demandé si Jemini était réellement le choix populaire. Les voix sont comptabilisées séparément en Écosse, au Pays de Galles et en Irlande du Nord, et dans trois régions d'Angleterre (Nord, Sud et Midlands), et ensuite converties en points. De même, l'audience fut faible en Écosse à cause de sa diffusion sur BBC Two. Le duo obtient cependant plus de 100 000 votes.
La chanson britannique est la 15e de la soirée, suivant One More Night interprétée par Esther Hart pour les Pays-Bas et précédant Hasta la vista interprétée par Oleksandr Ponomariov pour l'Ukraine.
Pour la prestation à l'Eurovision, Chris Cromby et Gemma Abbey sont accompagnés sur scène par trois choristes féminines et un guitariste.
À la fin de la soirée, Cry Baby n'obtient aucun point et finit donc dernière. Elle est la première chanson britannique et anglophone à avoir ce résultat.
L'échec de l'Eurovision suscite beaucoup de regrets et de consternation dans les médias britanniques et européens. Jemini admet que la chanson avait une mauvaise tonalité et déclare qu'il fut incapable d'entendre la piste de soutien en raison d'une faute technique. Terry Wogan, commentateur du concours pour la BBC, pensa que le Royaume-Uni fit l'objet d'un rejet juste après l'invasion de l'Irak. Cependant une grande majorité souligne la faible qualité de la chanson,. Après l'émission, la loge britannique est vandalisée.
Le single atteignit la 15e place des ventes selon l'UK Singles Chart.

## Source de la traduction
1. ↑  « Jemini single set to sink », BBC,‎ 2003 (lire en ligne, consulté le 26 janvier 2017)
2. ↑  (en) Tina Miles, « News - Liverpool Local News - Jemini’s Eurovision flop not our fault, says singer Chris Cromby », Liverpool Echo (consulté le 17 mai 2011)
3. ↑  (en) Matt Wells, « Nul points - UK out of tune with Europe », The Guardian, London,‎ 28 mai 2003 (lire en ligne)

- (en) Cet article est partiellement ou en totalité issu de l’article de Wikipédia en anglais intitulé « Cry Baby (Jemini song) » (voir la liste des auteurs).